# Abaeis
Abaeis is een geslacht in de orde van de Lepidoptera (vlinders) familie van de Pieridae (Witjes).
Abaeis werd in 1819 beschreven door Hübner.

## Soorten
Het geslacht omvat de volgende soorten:
- Abaeis nicippe - (Cramer, 1779)
- Abaeis nicippiformis - (Munroe, 1947)